# Босна (защитена зона)
Вижте пояснителната страница за други значения на Босна.
Босна е защитена зона от екологичната мрежа на Европейския съюз Натура 2000 по Директива за местообитанията и Директивата за птиците. Обявена е на 16 октомври 2007 г.

## Територия
Обхваща площ от 162 258,88 декара. Намира се в Черноморския биогеографски регион. Територията ѝ се простира на надморска височина от 8 до 443 m, като средната е 224 m. Обхваща северната част на Странджа, извън границите на Природен парк „Странджа“. На юг граничи със защитена зона по Директивата за птиците и Директивата за местообитанията Странджа, на север граничи със защитена зона Ропотамо. На територията ѝ няма защитени територии.

## Флора
Над 85 % от територията на защитена зона Босна е заета с гори, като 60 % от нея е заета с балкано-панонски церово-горунови гори. 11 % са храсталаци, орни земи и пасища и 2 % водни площи. Защитената зона е от голямо значение за местообитанията на западнопонтийските букови гори и европейските сухи ерикоидни съобщества.